# 佐考里亚什·约瑟夫
佐考里亚什·约瑟夫（匈牙利語：Zakariás József，1924年3月25日—1971年11月22日），匈牙利男子足球运动员，司职中场。他曾代表匈牙利参加1952年夏季奥林匹克运动会足球比赛，获得一枚金牌。